# Misery (canción de Good Charlotte)
«Misery» es el cuarto sencillo por Good Charlotte de su cuarto álbum, Good Morning Revival. La canción ha sido oficialmente lanzada en todo el mundo excepto en Norteamérica dónde "Where Would We Be Now" sería lanzado en su lugar.

## Historia
En los episodios de la banda de GCTV, en que cada banda sube a su web un video conteniendo detrás de escenas desde su estudio de grabación, sesión de fotos, etc., diferentes canciones de Good Morning Revival son tocadas en el fondo. En el quinto episodio, con Good Charlotte en Japón, "Misery" puede ser escuchada tocándose en el fondo del vídeo.
La canción fue lanzada como sencillo no oficial en el comienzo de noviembre de 2007 en Australia. El lanzamiento oficial son el 7 de diciembre de 2007 en Australia y el 17 de diciembre de 2007, en Reino Unido.
La canción fue usada en promociones al Tour AST Dew 2008. También es el tema inicial de Tour AST Dew.

## Vídeo musical
Un vídeo musical fue mostrado mientras tocan la canción en Sídney, Australia comenzando en el canal Channel V en diciembre del 2007.

## Listado
Sencillo en CD
1. «Misery» (versión álbum) - 3:51
2. «Misery» (acústica) - 3:34

## Posicionamiento
| Listas (2007)                 | Posición |
| ----------------------------- | -------- |
| Australian ARIA Singles Chart | 24       |